# GNU Pascal
GNU Pascal は、GNU Compiler Collection (GCC) のフロントエンドで構成されたPascalコンパイラで、Fortranや他の言語が GCC に追加された方法と同様である。GNU Pascalは、ISO 7185と互換性があり、ISO 10206 拡張Pascalの「ほとんど」を実装している。
GNU Pascalは GCCを利用する形をとっているため、GCCが利用可能なプラットフォームには即座に移植できる利点がある。ただし、GPCはフロントエンドであるため、GCCに大幅な変更が加えられた場合(メジャーな新しいバージョンなど)には適応する必要がある。通常、新しいメジャーバージョンはゆっくりと採用される (まだ大部分が3.xで、4.xの実験的なビルドがある)。これがおそらく、開発者がCターゲットのバックエンドを検討している理由の一つである。
2010年7月、ある開発者がGNU Pascalの将来について、開発者不足とGCC移植版としてのメンテナンスの問題をとりあげて公開質問をした。メーリングリスト上では活発な議論が行われ、開発者がCコード生成バックエンドとC++で実装し直す方向に傾くように見えた。メーリングリストは再び休止状態に鳴り、2016年12月の時点で、プロジェクトの今後の方向性についての発表やリリースは行われていない。
Dev-Pascal(英語版)は、GNU PascalをサポートするグラフィカルなIDEである。